# 기타카미산지

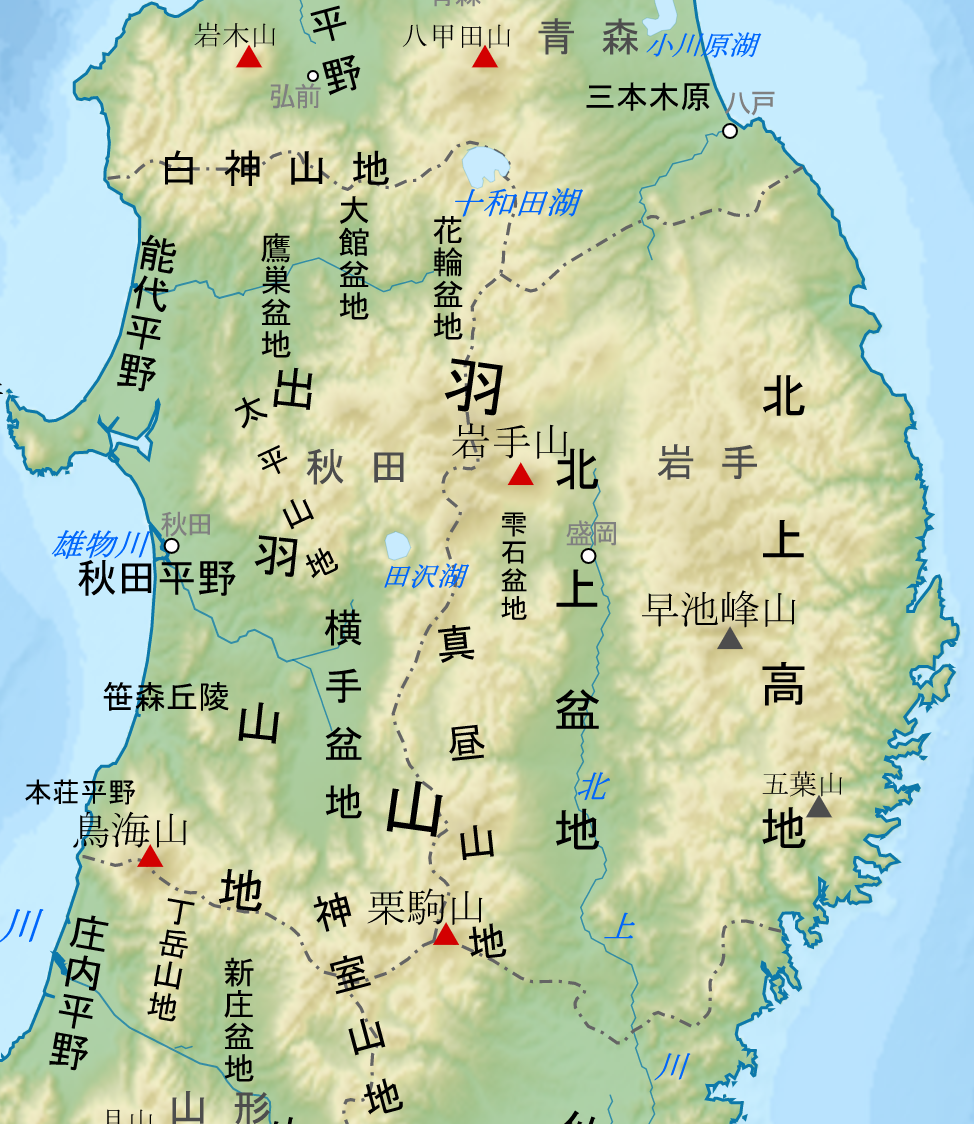

기타카미산지(일본어: 北上山地 기타카미산치[*])는 일본 이와테현 중앙부를 남북으로 종단하여 미야기현 동부 이시노마에시에서 바다로 흘러드는 기타카미강 이동에 위치하는 산악지대다. 기타카미강 유역은 동쪽의 기타카미산지와 서쪽의 마히루산지 사이에 끼어 기타카미분지를 이룬다.
기타카미산지는 대부분 이와테현에 속하며, 동쪽은 산지가 그대로 태평양과 만나 산리쿠 해안이라는 리아스식 해안을 형성한다. 최고봉은 이와테현 하야치네산(표고 1817 미터). 국토지리원 지도나 공교육에서는 기타카미 고지(일본어: 北上高地)라고도 한다.
인구가 희박하고 교통이 불편해서 일본의 티베트(日本のチベット)라는 별명이 있다.